# Monnai
Monnai, era una comuna francesa situada en el departamento de Orne, de la región de Normandía, que el 1 de enero de 2016 pasó a ser una comuna delegada de la comuna nueva de La Ferté-en-Ouche al fusionarse con las comunas de Anceins, Bocquencé, Couvains, Gauville, Glos-la-Ferrière, Heugon, La Ferté-Frênel, Saint-Nicolas-des-Laitiers y Villers-en-Ouche.

## Demografía
| Gráfica de evolución demográfica de Monnai entre 1800 y 2014 |
|                                                              |

Los datos demográficos contemplados en este gráfico de la comuna de Monnai se han cogido de 1800 a 1999 de la página francesa EHESS/Cassini, y los demás datos de la página del INSEE.